# Медина Менендес, Томас
Томас Медина Менендес (родился в июне 1803 года в Санта-Ане); умер 13 февраля 1884) — исполняющий обязанности Президента Сальвадора с 1 по 3 февраля 1848 года.

## Биография
Его родителями были Хуана Менендес и Хосе Бернардо Медина. В молодости он был торговым предпринимателем. 9 марта 1831 года он женился на Гертруде Родригес. В 1833 году купил за 80 тысяч песо мельницу неподалёку от Апантеос.
В 1833 году был избран депутатом, впоследствии стал сенатором. 1 февраля 1848 года принял от Эухенио Агилара полномочия президента страны, которые передал 3 февраля вице-президенту Хосе Киросу.
1 февраля 1852 года был избран вице-президентом при президенте Франсиско Дуэньясе, и пробыл на этом посту два года. Затем в течение восьми месяцев был губернатором департамента Сонсонате.
В январе 1859 года стал членом Палаты представителей в качестве представителя департамента Санта-Ана, отделившегося от Сонсонате. В январе 1860 года стал сенатором.
В 1863 году, во время войны между Сальвадором и Гватемалой, его собственность подверглась разграблению, а сам он провёл 5 месяцев в гватемальской тюрьме. После освобождения отправился в Великобританию, где смог восстановить свой капитал. После возвращения на родину и ухода из политики посвятил себя госпиталю в Санта-Ане, в состав попечителей которого он входил.
Умер 13 февраля 1884 от фарингита.